# 黃擬烏尾鮗
黃背若梅鯛，又稱黃擬烏尾鮗，俗名黃雞仔、包公雞、貢仔、黃腳佳仔，為輻鰭魚綱鱸形目鱸亞目笛鯛科的其中一個種。

## 分布
本魚廣泛分布於印度太平洋區，包括東非、馬達加斯加、紅海、葛摩、模里西斯、塞席爾群島、馬爾地夫、斯里蘭卡、巴基斯坦、印度、孟加拉灣、安達曼海、阿拉伯海、緬甸、泰國、柬埔寨、馬來西亞、越南、日本、韓國、中國、台灣、新加坡、菲律賓、印尼、新幾內亞、澳洲、新喀里多尼亞、吉里巴斯、馬里亞納群島、諾魯、東加、吐瓦魯、帛琉、庫克群島、所羅門群島、萬納杜、馬來西亞、斐濟群島、紐西蘭等海域。

## 深度
水深5至150公尺。

## 特徵
本魚體色為淡紫藍色，體高為頭長的1.2倍，眼大，上下頜齒數列為一帶，鋤骨、顎骨均有齒。上背部有一寬黃帶延伸至尾鰭，尾鰭呈深分叉。背鰭硬棘10枚，軟條9至10枚；臀鰭硬棘3枚，軟條8枚。側線鱗片數70至72枚。體長可達50公分。

## 生態
本魚棲息在岩礁或珊瑚礁區，常成群游動，游速快，以動物性浮游生物、小魚、頭足類為食。

## 經濟利用
食用魚，肉質硬、粗糙、無油脂又帶酸味，煮味增湯較適合。